# Colegio de los Irlandeses
El Colegio Menor de San Jorge o de los Irlandeses, de la Universidad de Alcalá, fue fundado en 1630, construyéndose desde 1649 a 1652, con el fin de alojar a estudiantes de Teología procedentes de Irlanda, Flandes y Holanda.

## Historia

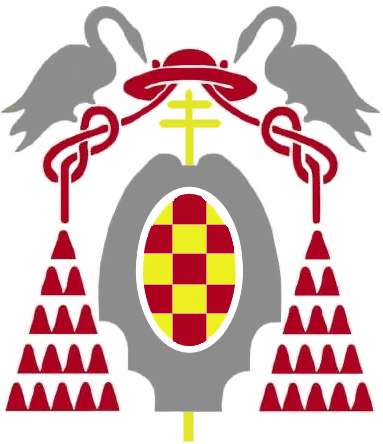
Escudo de la Universidad de Alcalá.

En 1630, Shane O'Neill (son of Hugh)|Seán (Juan) Ó Neill]] fundó el Colegio de San Patricio de Alcalá, que cerró después de su muerte (1641), debido a dificultades económicas.
Refundado en 1645, con la denominación  de Colegio de San Jorge, por el barón portugués Jorge de Paz de Silveira, comendador de San Quintín de Monte Agrazo, alcaide de la fortaleza de Martos y caballero de la Orden de Cristo. Tras su fallecimiento, su viuda, la baronesa Beatriz de Silveira, patrocinó su construcción entre 1649 y 1652 en la calle Escritorios.
Con anterioridad a 1649, el Padre jesuita Luke Wadding (españolizado Lucas Gaudin) redactó las Constituciones del colegio, que estaba dedicado a estudiantes de teología de Irlanda, Flandes y Holanda.
Fue durante décadas, uno de los principales centros de estudio en España de la comunidad de católicos irlandeses, perseguidos por el protestantismo en su país. El colegio sufrió la penuria económica durante el siglo XVIII. En 1778, el rey Carlos III de España prohibió la admisión de alumnos, y en 1785 fue anexionado al colegio de San Patricio de la Universidad de Salamanca.
El edificio fue vendido; en 1796 era propiedad del conde de Güemes y de Revillagigedo. Padeció abandono, los efectos de la francesada y de la guerra civil española (perdió una de sus crujías en 1936).
En 1818 la casa era propiedad de José María Fernández de Córdoba y Cascajares (marqués de Canillejas) y de Carlota Luisa de Güemes y Muñoz de Loaisa (IV Condesa de Revillagigedo y grande de España). Gracias a su amistad con Fernando VII, este pernoctó en su residencia durante una visita a Alcalá, en lugar de dormir en el Palacio Arzobispal como hacían habitualmente los reyes. Este suceso confirió a la casa el grado de residencia real, por lo que según una antigua costumbre, se colocaron unas cadenas sobre la puerta principal como recuerdo de aquel acontecimiento. Actualmente se conservan los tres clavos que sujetaban las cadenas sobre la puerta del edificio.
Durante la década de los noventa del siglo XX fue rehabilitado el edificio, y actualmente es la sede de Alcalingua, institución de la Universidad de Alcalá para la enseñanza del idioma español a extranjeros.

## Edificio

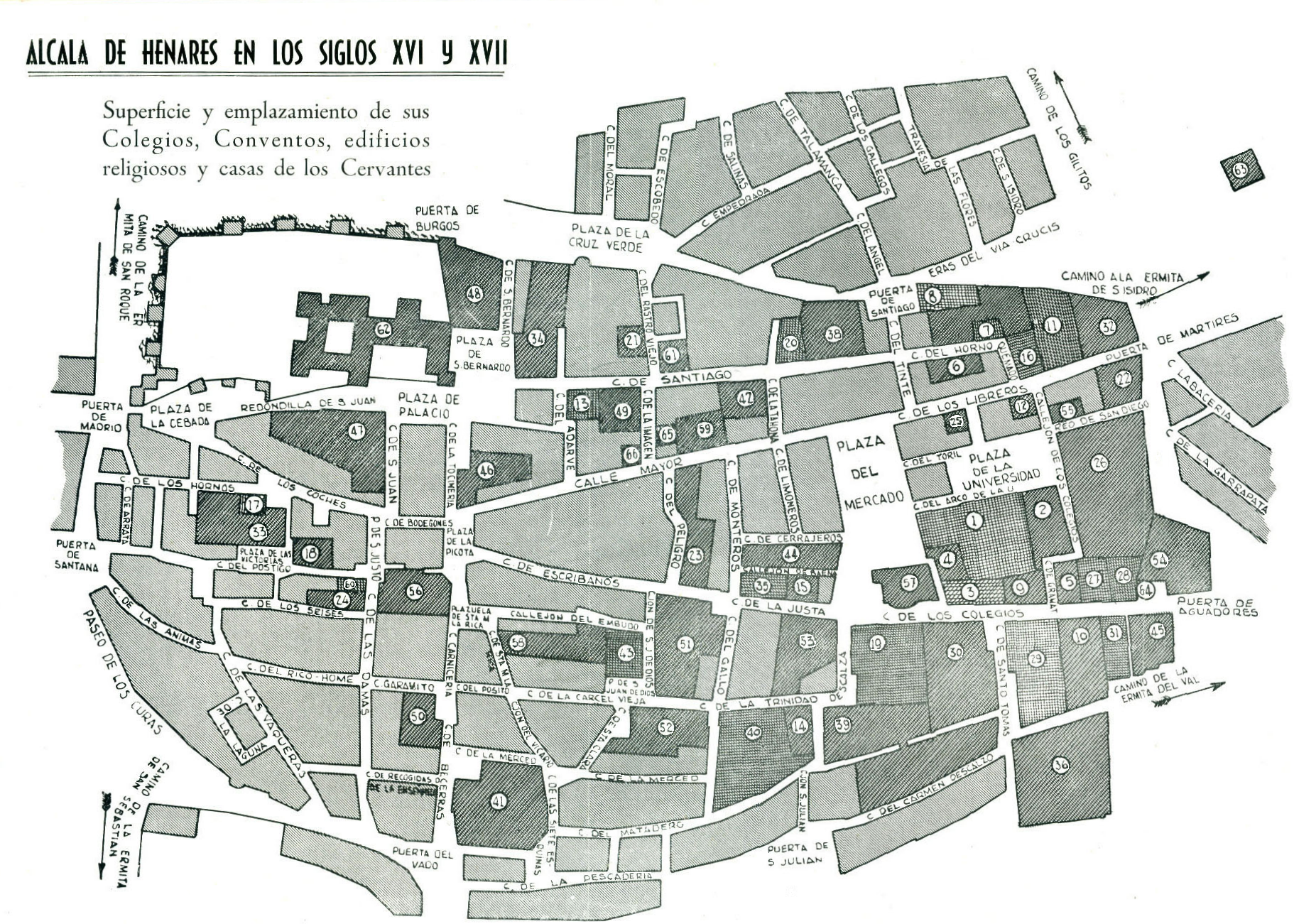
Colegio situado en el n.º 23 de este plano de siglos y.

El edificio es de traza barroca, con patio e iglesia anejos; fue construido bajo la dirección de las obras de Francisco González Bravo. Su estructura se distribuía alrededor de un patio, del que solo se conserva el ala de la crujía principal. En 1676 se sustituyó la antigua portada de arco de medio punto, por la actual adintelada de piedra con orejeras. La capilla, que estaba en el lado oeste de la fachada, se demolió en 1796. Con el abandono fue arruinándose de forma paulatina. En un plano de 1870 se aprecia que solo quedaba lo mismo que ha llegado hasta nuestros días.
En la fachada hay siete balcones coronados por un frontón triangular de ladrillo, salvo en el central que, tras una restauración en los años ochenta, tiene vano y frontón curvo de piedra. A ambos lados de la puerta, en la planta baja de la fachada, hay tres ventanas enrejadas y con frontón triangular. 
Entre 1983 y 1985 hubo varios proyectos de G. Cases, y C. Clemente de consolidación puntuales, lo que no evita que se emita un informe en 1987 sobre el estado de ruina total del edificio. En 1988, lo que quedó fue restaurado gracias a la "Fundación Colegio de los Irlandeses", y en la que participan la Universidad de Alcalá y la Embajada de Irlanda en España.
En 1996, se firma un acuerdo entre la Universidad, el embajador irlandés y el grupo Jefferson Smurfit para el uso del edificio como centro de formación e intercambio entre estudiantes de diversas nacionalidades. El proyecto de restauración es de F. Echeverría, y E. García–Arévalo.

## Colegiales distinguidos
- James Fagan, nombrado obispo de Meath en 1707, pero renunció al cargo
- Michael O'Gara, arzobispo de Tuam entre 1740-48
- Andrew Campbell, obispo de Kilmore entre 1753-69